# Oberamt Feuchtwangen
Das Oberamt Feuchtwangen war eines von den 15 Verwaltungsgebieten des Fürstentums Ansbach.
Ab 1791/92 wurde das Fürstentum Ansbach vom preußischen Staat als Ansbach-Bayreuth verwaltet. Damit ging das Oberamt Feuchtwangen im Crailsheimer Kreis auf.

## Lage
Das Oberamt Feuchtwangen grenzte im Westen an das Oberamt Crailsheim, im Osten an das eichstättische Amt Herrieden und das Oberamt Ansbach, im Süden an das Oberamt Wassertrüdingen und die Reichsstadt Dinkelsbühl und im Norden an das Oberamt Colmberg und an das hohenlohische Fürstentum Schillingsfürst.

## Struktur
Das Oberamt Feuchtwangen setzte sich aus dem Kasten- und Stadtvogteiamt Feuchtwangen, dem Stiftsverwalteramt Feuchtwangen, dem Klosterverwalteramt Sulz, den Verwalterämtern Bechhofen, Forndorf und Waizendorf und den Vogtämtern Schopfloch und Ampfrach zusammen.
Im Fraischbezirk des Oberamtes Feuchtwangen lagen 219 Orte, darunter 1 Stadt, 2 Marktflecken, 16 Pfarrdörfer, 6 Kirchdörfer, 127 Weiler und 67 einzelne Höfe oder Mühlen. Insgesamt gab es 2276 Untertansfamilien, 1381 waren ansbachisch, 895 fremdherrisch.
Im Einzelnen sind dies (in Klammern Anzahl der Anwesen, über die das Amt Feuchtwangen grundherrliche Ansprüche hatte, dann Gesamtzahl der Anwesen):
Aichau (9/9), Aichamühle (1/1), Aichenzell, (10/10), Altersberg (2/2), Althinterhof (0/7), Ammonschönbronn (6/7), Angerhof, Dentlein (0/2), Angerhof, Elbersroth (0/1), Archshofen (17/17), Baimhofen (5/5), Banzenweiler (10/10), Bechhofen (81/81), Beeghof (0/5), Bergertshofen (7/22), Bergnerzell (13/14), Bernau (14/14), Bieberbach (7/7), Binsenweiler (5/5), Birkach (7/11), Bittelhof (0/2), Bonlanden (4/4), Bortenberg (10/10), Bottenweiler (0/11), Breitenau (36/36), Böckau (0/6), Bruck (10/11), Buchhof (1/1), Buchmühle (1/1), Bühl (3/3), Burgstall (1/10), Charhof (2/2), Charmühle (1/1), Deffersdorf (14/14), Dentlein am Forst (27/27), Deuenbach (13/13), Dickersbronn (2/15), Dombühl (2/50), Dorfgütingen (29/30), Dornberg (1/1), Dürrwangen (0/78), Elbleinsmühle (0/1), Elbersroth (0/22), Erlmühle (0/5), Esbach (7/7), Eschenlach (0/1), Eulenhof (1/1), Fallhaus (1/1), Felden (0/1), Fetschendorf (6/6), Feuchtwangen (212/212), Flinsberg (0/5), Forndorf (11/11), Fröschau (4/7), Froschmühle (0/1), Gastenfelden (3/3), Gersbronn (0/3), Gehrenberg (16/16), Georgenhof (1/1), Gimpertshausen (0/3), Gindelbach (1/2), Glashofen (5/5), Gräbenwinden (9/9), Grimmschwinden (16/16), Großmühlen (4/5), Großohrenbronn (0/12), Gumpenweiler (4/4), Gutenmühle (1/1), Hainmühle (1/1), Haundorf (15/19), Häuslingen (0/5), Häuslingermühle (1/1), Heckelmühle (0/1), Heilbronn (18/18), Heiligenkreuz (2/4), Hellenbach (1/3), Herbstmühle (1/1), Herrnschallbach (7/9), Hilpertsweiler (2/4), Hinterbreitenthann (11/13), Hirschbach (0/3), Höfstetten bei Feuchtwangen (3/4), Höfstetten bei Wieseth (4/4), Holdermühle (1/1), Hopfengarten (0/3), Jägerhaus bei Feuchtwangen (1/1), Jaken (1/1), Jungenhof (1/1), Kaierberg (0/18), Kaltenbronn (10/10), Kemmleinsmühle (0/1), Kleinohrenbronn (2/2), Köhlen (0/1), Koppenschallbach (3/3), Krapfenau (16/17), Krebshof (1/1), Krobshausen (4/4), Kühnhardt a.Schlegel (11/22), Larrieden (10/29), Lattenbuch (0/19), Lehenbuch (2/5), Lehengütingen (9/13), Leichsenhof (2/2), Leiperzell (5/7), Leuckersdorf (2/3), Lichtenau (3/3), Liebersdorf (15/15), Limbach (0/9), Lohe (0/3), Lohmühle bei Feuchtwangen (1/1), Lölldorf (10/14), Mörlach (2/23), Lottermühle (1/1), Lustenau (0/43), Meidling (3/3), Metzlesberg (7/7), Mittelschönbronn (6/8), Mögersbronn (7/13), Mörlach (2/23), Mosbach (30/30), Neuhinterhof (0/3), Neumühle bei Kaierberg (0/1), Neumühle bei Schopfloch (1/1), Neu- oder Walkmühle (0/1), Neuses (0/8), Oberahorn (9/20), Oberampfrach (12/16), Oberdallersbach (2/2), Obermosbach (5/7), Obermühle (1/1), Ober- und Unterradach (8/13), Oberransbach (6/6), Oberrothmühle (1/1), Oberschönbronn (6/16), Oberstelzhausen (0/7), Pfaffenhof (1/1), Pfladermühle (1/1), Poppenweiler (2/2), Pulvermühle (3/3), Rammerzell (2/2), Ransbach a.d.Holzecke (7/7), Rappenhof (0/4), Ratzendorf (6/8), Reichenbach (4/13), Riegelbach (0/9), Rißmannschallbach (9/9), Rödenweiler (7/7), Rohrmühle (0/1), Röschenhof (1/1), Rothhof (0/2), Rotmühle (0/1), Sachsbach (13/35), Sandhof (1/1), Sankt Ulrich (4/6), Schafhausen (1/1), Scheidelmühle (0/1), Schleifmühle bei Feuchtwangen (1/1), Schleifmühle bei Sinbronn (0/1), Schlötzenmühle (1/1), Schnelldorf (0/23), Schnepfenmühle (1/1), Schönmühle (1/1), Schopfloch (50/89), Schwaighausen (5/8), Seiderzell (12/18), Sickersdorf (2/4), Sommerau (9/9), Sperbersbach (8/10), Stadtmühle bei Feuchtwangen (1/1), Steigmühle (1/1), Steinbach (6/19), Steinbach an der Holzecke (15/15), Steineweiler (0/3), Stollenhof (4/4), Sulz (1/13), Sulzach (1/14), Tauberschallbach (7/7), Trendelmühle (0/1), Tribur (0/13), Thürnhofen (0/16), Überschlagmühle (1/1), Ungetsheim (14/23), Unsinnige Mühle (0/1), Unterahorn (9/9), Unterampfrach (59/59), Unterdallersbach (3/3), Untermosbach (17/18), Unterransbach (6/6), Unterrothmühle (1/1), Unterstelzhausen (0/7), Vehlberg (4/18), Voggendorf (0/10), Volkertsweiler (2/2), Vorderbreitenthann (4/11), Waizendorf (12/12), Waldeck (0/13), Waldhausen (0/11), Waldhäuslein (1/11), Walkmühle bei Dinkelsbühl (0/1), Walkmühle bei Feuchtwangen (1/1), Wehlmäusel (11/11), Weidelbach (0/28), Weikersdorf (5/5), Weiler am See (5/5), Weinberg (11/58), Westheim (3/6), Wieseth (47/54), Wiesethbruck (0/22), Wildenholz (0/31), Windshofen (5/10), Winterhalten (2/2), Witzmannsmühle (0/1), Wolfershof (1/1), Wolfsmühle (1/1), Wüstenweiler (3/3), Zehdorf (9/13), Ziegelhütte bei Bruck (1/1), Ziegelhütte bei Dinkelsbühl (0/1), Ziegelhütte bei Feuchtwangen (1/1), Zimmersdorf (4/4), Zinselhof (2/2), Zirndorf (0/5), Zischendorf (5/7), Zumberg (13/15), Zumhaus (1/7), Zum Höfen (2/2), Zumloch (1/1), Zwernberg (1/17).

### Kastenamt Feuchtwangen
Das Kastenamt hatte die Grundherrschaft im Untersuchungsbereich Oberamt Feuchtwangen über 107 Anwesen:
- Unmittelbar (91): Aichenzell (1), Archshofen (3), Bergnerzell (4), Bruck (1), Dentlein am Forst (1), Deuenbach (11), Dorfgütingen (4), Fallhaus bei Feuchtwangen (1), Feuchtwangen (1), Gehrenberg (4), Glashofen (1), Haundorf (3), Heilbronn (3), Herbstmühle (1), Herrnschallbach (2), Hilpertsweiler (1), Kaltenbronn (10), Krapfenau (1), Krobshäuser Mühle (1), Kühnhardt am Schlegel (1), Leichsenhof (2), Metzlesberg (7), Mögersbronn  (1), Mosbach (1), Neumühle bei Schopfloch (1), Oberahorn (1), Oberampfrach (1), Oberdallersbach (1), Obermühle (1), Ober- und Unterradach (1), Poppenweiler (1), Ransbach an der Holzecke (1), Rißmannschallbach (1), Rödenweiler (1), Röschenhof (1), Seiderzell (1), Sperbersbach (3), St. Ulrich (1), Ungetsheim (3), Unterampfrach (8), Urbansmühle (1), Waldhäuslein (1), Wehlmäusel (1), Weiler am See (3), Wolfsmühle (1), Zehdorf (8)
- Mittelbar (16): Gemeinde Kühnhardt am Schlegel: Kühnhardt am Schlegel (1); Pfarrei Dorfgütingen: Böhlhof (1), Dorfgütingen (10); Pfarrei Larrieden: Larrieden (1); Pfarrei Lehengütingen: Lehengütingen (2).[4]

### Stiftsverwalteramt Feuchtwangen
Das Stiftsverwalteramt hatte die Grundherrschaft im Untersuchungsbereich Oberamt Feuchtwangen über 3351⁄2 Anwesen:
- Unmittelbar (3273⁄4): Aichamühle (1), Aichenzell (6), Archshofen (5), Banzenweiler (6), Bergertshofen (2), Bergnerzell (5), Bernau (10), Bieberbach (5), Bonlanden (4), Dentlein am Forst (2), Dickersbronn (2), Dorfgütingen (8), Dornberg (1), Esbach (6), Feuchtwangen (20), Gehrenberg (7), Georgenhof (1), Gindelbach (1), Glashofen (4), Grimmschwinden (13), Gumpenweiler (2), Gutenmühle (1), Hainmühle (2), Heilbronn (14), Heiligenkreuz (1), Hellenbach (1), Herrnschallbach (4), Hinterbreitenthann (5), Höfstetten bei Feuchtwangen (2), Jägerhaus (1), Jungenhof (1), Kleinohrenbronn (2), Koppenschallbach (2), Krapfenau (11), Krebshof (1), Kühnhardt am Schlegel (4), Larrieden (8), Lichtenau (3), Mögersbronn (6), Mosbach (27), Neidlingen (2), Oberahorn (2), Oberampfrach (2), Oberdallersbach (2), Oberransbach (6), Oberrothmühle (1), Pfaffenhof (1), Poppenweiler (1), Reichenbach (4), Rißmannschallbach (41⁄2), Rödenweiler (3), Schafhausen (1), Schönmühle (1), Schutzmühle (1), Schwaighausen (4), Seiderzell (1), Sommerau (8), Sperbersbach (4), St. Ulrich (2), Stadtmühle bei Feuchtwangen (1), Steinbach bei Feuchtwangen (3), Tauberschallbach (7), Überschlagmühle (1), Ungetsheim (3), Unterahorn (7), Unterampfrach (4), Unterdallersbach (3), Unterlottermühle (1), Unterransbach (5), Unterrothmühle (1), Volkertsweiler (2), Vorderbreitenthann (3⁄4), Wehlmäusel (9), Weikersdorf (5), Windshofen (4), Winterhalten (2), Wüstenweiler (3), Zehdorf (1), Ziegelhütte bei Feuchtwangen (1⁄2), Zinselhof (1), Zumberg (5), Zumhaus (1).
- Mittelbar (73⁄4): Johannispflege Feuchtwangen: Rißmannschallbach (1⁄2), Vorderbreitenthann (1⁄4); Pfarrei Mosbach: Bergnerzell (1), Mosbach (2), Heiligenkreuz (1); Pfarrei Oberampfrach: Gehrenberg (1), Ungetsheim (1), Sperbersbach (1).[5]

### Stadtvogteiamt Feuchtwangen
Das Stadtvogteiamt Feuchtwangen hatte die Grundherrschaft über insgesamt 249 Anwesen:
- Unmittelbar (2091⁄2 Anwesen): Aichenzell (1), Bieberbach (2), Birkach (2), Charhof (2), Charmühle (1), Feuchtwangen (186), Hinterbreitenthann (2), Kühnhardt am Schlegel (2), Larrieden (1), Oberahorn (2), Schleifmühle bei Feuchtwangen (1), Steinbach bei Feuchtwangen (2), Ungetsheim (2), Walkmühle bei Feuchtwangen (1), Ziegelhütte bei Feuchtwangen (1⁄2), Zumberg (2)
- Mittelbar (22 Anwesen): Spital der Stadt Feuchtwangen: Dorfgütingen (1), Heilbronn (1), Larrieden (3), Leiperzell (5), Oberahorn (3), Vorderbreitenthann (2); die Ulrich Wolffsche Stiftung: Kühnhardt am Schlegel (2), Oberahorn (1), Ungetsheim (2), Zumberg (1); Zunft der Rotgerber: Lohmühle (1).[6]

### Klosterverwalteramt Sulz
Das Klosterverwalteramt Sulz hatte die Grundherrschaft über insgesamt 249 Anwesen:
- Oberamt Feuchtwangen (125): Archshofen (7), Baimhofen (5), Banzenweiler (1), Bergnerzell (3), Binsenweiler (5), Bortenberg (10), Bühl (3), Dentlein am Forst (16), Dombühl (2), Dorfgütingen (6), Gehrenberg (3), Gräbenwinden (9), Großmühlen (4), Hinterbreitenthann (2), Höfen (2), Kloster Sulz (1), Krobshausen (3), Oberampfrach (1), Ratzendorf (6), Rißmannschallbach (2), Rödenweiler (3), Seiderzell (1), Sickersdorf (2), Steinbach an der Holzecke (15), Vehlberg (1), Weinberg (5), Ziegelhaus (1), Zischendorf (5), Zumberg (1).
- Oberamt Ansbach (1): Gräfenbuch (1).
- Oberamt Colmberg (47): Brunst (2), Büchelberg (1), Dietenbronn (1), Eckartsweiler (3), Erlbach (1), Frommetsfelden (12), Görchsheim (4), Kloster Sulz (13), Leipoldsberg (4), Stettberg (1), Ziegelhaus (5).
- Oberamt Wassertrüdingen (6): Ammelbruch (6).
- Hohenlohe-Schillingsfürst (14): Bersbronn (6), Diebach (6), Faulenberg (1), Stilzendorf (1).
- Reichsstadt Rothenburg (28): Bösennördlingen (6), Grüb (5), Leidenberg (1), Unteroestheim (15, davon direkt 5, sulzische Pfarrei Oestheim 10), Ulrichshausen (1).

#### Ämtlein Rauenbuch
Das Ämtlein Rauenbuch hatte die Grundherrschaft über 28 Anwesen: Büchelberg (1), Leutershausen (3), Neunkirchen (9), Oberdombach (2), Rauenbuch (7), Röttenbach (1), Sachsen (3), Weißenmühle (2).

### Verwalteramt Bechhofen
Das Verwalteramt Bechhofen hatte die Grundherrschaft über insgesamt 88 Anwesen:
- Oberamt Feuchtwangen (62): Bechhofen (59), Leuckersdorf (2), Wieseth (1)
- Oberamt Ansbach (14): Dierersdorf (1), Gerersdorf (6), Neuses bei Burgoberbach (7)
- Oberamt Gunzenhausen (8): Höhberg (1), Unterhambach (1), Mooskorb (1), Steinabühl (1), Streudorf (3), Stetten (1)
- Oberamt Wassertrüdingen (4): Beyerberg (1), Ehingen (2), Kleinlellenfeld (1)[8]

### Verwalteramt Forndorf
Das Verwalteramt Forndorf hatte die Grundherrschaft über insgesamt 199 Anwesen:
- Oberamt Feuchtwangen (103): Aichau (9), Ammonschönbronn (4), Dentlein am Forst (7), Forndorf (11), Herrnschallbach (1), Höfstetten bei Wieseth (1), Lölldorf (1), Matzmannsdorf (2), Mittelschönbronn (6), Obermosbach (5), Oberschönbronn (2), Sachsbach (6), Schleifmühle bei Burk (1), Schnepfenmühle (1), Untermosbach (5), Wieseth (40), Zwernberg (1)
- Oberamt Ansbach (14): Burgoberbach (1), Dierersdorf (2), Neuses bei Burgoberbach (10), Weidenbach (1)
- Oberamt Colmberg (7): Oberramstadt (7)
- Oberamt Crailsheim (1): Großenhub (1)
- Oberamt Wassertrüdingen (74): Ammelbruch (2), Bernhardswend (3), Beyerberg (12), Burk (25), Dambach (1), Dorfkemmathen (1), Haslach (3), Langfurth (5), Matzmannsdorf (11), Oberkemmathen (3), Schlierberg (4), Stöckau (4)[9]

### Verwalteramt Waizendorf
Das Verwalteramt Waizendorf hatte die Grundherrschaft über insgesamt 214 Anwesen:
- Oberamt Feuchtwangen (86): Ammonschönbronn (2), Bechhofen (1), Bruck (9), Deffersdorf (14), Fetschendorf (5), Flattermühle (1), Fröschau (4), Gastenfelden (2), Höfstetten bei Wieseth (2), Lölldorf (5), Sachsbach (5), Untermosbach (11), Waizendorf (12), Wieseth (8), Wolfertshof (1), Zimmersdorf (4)
- Oberamt Wassertrüdingen (124): Altentrüdingen (1 = Zehntscheune), Beyerberg (6), Brunn (2), Burk (18), Burgstallmühle (1), Dambach (5), Friedrichsthal (6), Heinersdorf (18), Kaltenkreuth (3), Königshofen (26), Lentersheim (11), Meierndorf (11), Oberkönigshofen (4), Rohrbach (6), Rottnersdorf (3), Schleifmühle (1) (nicht definierbar), Weihermühle (1)
- Hochstift Eichstätt (5): Kaudorf (1), Weidendorf (4)[10]

### Vogtamt Schopfloch
Das Vogtamt Schopfloch wurde durch den Kastner des Kasten- und Vogtamts Feuchtwangen mitversehen. Es hatte im  Oberamt Feuchtwangen die Grundherrschaft über 47 Anwesen: Burgstall (1), Pulvermühle (3), Schopfloch (39), Zumberg (4).

### Vogtamt Ampfrach
Das Vogtamt Ampfrach wurde durch den Kastner des Kasten- und Vogtamts Feuchtwangen mitversehen. Es hatte die 
Grundherrschaft über 105 Anwesen im Untersuchungsbereich Oberamt Feuchtwangen: Altersberg (1), Haundorf (24), Hilpertsweiler (1), Holdermühle (1), Jakobsmühle (1), Oberampfrach (10), Ransbach an der Holzecke (6), Seiderzell (6), Stollenhof (4), Unterampfrach (45), Vorderbreitenthann (1), Weinberg (5). Dem Vogtamt Ampfrach unterstanden außerdem noch zwei Anwesen in Westgartshausen, das im Fraischbezirk des Oberamtes Crailsheim liegt.

## Weblink
- Dietrich Weiß: Grundherrschaften und andere Hoheitsrechte im Bereich des markgräflichen Oberamts Feuchtwangen im Jahr 1732